# Caudichthydium rupperti
Caudichthydium rupperti is een buikharige uit de familie Chaetonotidae. Het dier komt uit het geslacht Caudichthydium. Caudichthydium rupperti werd in 1979 voor het eerst wetenschappelijk beschreven door Mock. 